# Mens vi lever
Mens vi lever  er en dansk film fra 2017, filmen er instrueret af Mehdi Avaz, skrevet af Milad Avaz og med Sebastian Jessen, Julie Christiansen, Mia Jexen, Julie R. Ølgaard og Nicolas Bro i hovedrollerne.
Filmen er den første spillefilm af Avaz-Brødrene, Mehdi. Milad og Misam Avaz.
Den er lavet for blot to millioner kroner. 
Trods det lave budget medvirker flere fremtrædende danske skuespillere, herunder Nicolas Bro og Charlotte Munck, 
mens Bent Fabricius-Bjerre har leveret titelmelodien.
Selvom DFI ikke understøttede filmen, har den dog modtaget offentlig støtte:
Gribskov Kommune og Rådet for Sikker Trafik støttede filmen med henholdsvis 200.000 kroner og 500.000 kroner.
Derudover har erhvervsmanden Kim Mikkelsen bidraget med 700.000 kroner,
og fodboldspilleren Simon Kjær var også i investorgruppen.
I Danmark havde Mens vi lever premiere den 26. oktober 2017 i omkring 90 biografer,
— et helt uhørt antal set på baggrund af filmens budget.
I maj 2017 havde filmen været vist på Cannes-festivalen ved en "hemmelig" visning og der gjort indtryk på internationale distributører.
Mens vi lever blev positivt modtaget af danske anmeldere. 
Politiken opsummerede deres 5-hjertede anmeldelse med ordene "et voldsomt medrivende drama".

## Medvirkende
- Sebastian Jessen som Kristian
- Julie Christiansen som Trine
- Mia Nielsen-Jexen som Anne
- Julie R. Ølgaard som Stine
- Nicolas Bro som Peter Ilsøe
- Nikolaj Groth Christensen som Tobias Ilsøe
- Paw Henriksen
- Henrik Prip
- Charlotte Munck
- Marie Hammer Boda
- Julie Brochorst Andersen
- Ditte Ylva Olsen